# بيل جوردن
بيل جوردن (بالإنجليزية: William Joseph Jordan)‏ هو دبلوماسي وسياسي نيوزلندي، ولد في 19 مايو 1879 في المملكة المتحدة، وتوفي في 8 أبريل 1959 بأوكلاند في نيوزيلندا. حزبياً، نشط في حزب العمال النيوزيلندي. وقد انتخب عضو مجلس الشورى البريطاني وانتخب عضو مجلس النواب نيوزيلندا.